# سید محمدعلی شوشتری
سید محمدعلی شوشتری (۱۲۶۸ تهران - ۱۳۴۱) معروف به سید بسم‌الله  نماینده استرآباد (گرگان) در دوره‌های پنجم، شانزدهم و هجدهم مجلس شورای ملی بود. شوشتری از شاهدان عینی واقعه مسجد گوهرشاد مشهد در سال ۱۳۱۴ است که مشاهداتش در قالب کتاب خاطرات سیاسی سید محمدعلی شوشتری خفیه‌نویس رضاشاه پهلوی منتشر شده است. او تنها نماینده مجلس شورای ملی بود که با نخست‌وزیر شدن دکتر مصدق مخالفت کرد.

## خانواده و تحصیلات
پدرش سید حسن جزایری شوشتری داماد سید حسن  استرآبادی، پسر حاج نصرالله مجاهد استرابادی بود. آیت‌الله میلانی که بعدها به مرجعیت رسید، خواهرزاده او بود. خودش نیز همچون پدر و اجدادش تحصیلات دینی کرد و به سلک روحانیت درآمد و روحانی صاحب نفوذی شد که پس از کودتای سوم اسفند ۱۲۹۹ خورشیدی به‌تدریج به رضا خان سردار سپه نزدیک شد  و در دوره پنجم مجلس شورای ملی به نمایندگی استرآباد رسید. 

## هوادار سردار سپه
در پانزدهم اردیبهشت ۱۳۰۴ خورشیدی که اعتبارنامه شوشتری در مجلس طرح شد، میرزا یحیی دولت‌آبادی به اعتبارنامه‌اش اعتراض کرد. چهار روز بعد در آغاز نشست مجلس، سید محمدعلی شوشتری از نمایندگان «استرحام» و خواهش کرد که اعتبارنامه‌اش را در دستور کار بگذارند چون «قریب شش ماه است» «معطل» است و «زندگانی بی‌تکلیفی بد است». میرزا یحیی دولت‌آبادی با ارائه اسنادی استدلال کرد که در انتخابات استرآباد تخلف و بی‌قانونی شده و «آقای شوشتری وکیل استرآباد نیستند». اما مجلس به اعتبارنامه او رأی موافق داد.
سید محمدعلی شوشتری در مجلس از هواداران رضا خان بود. در جریان اعتراض به کمبود نان در شهریور و مهر ۱۳۰۴ در تهران، جمعیت خشمگین به او حمله کردند که به گفته خودش، به سبب سخنان او در مجلس درباره وضعیت نان و نسبت دادن شهرتهای «تمام افترا و کذب بهتان» بود: 

«بنده آن روز یک نفر عابر بودم و از بازار عبور می‌کردم. ریختند بنده را کشیدند. از دست آنها فرار کردم آمدم به مجلس و رفتم در کمیسیون عرایض. بنده می‌دانم از چه ناحیه است. از همان ناحیه‌ای است که می‌خواهند آب گل آلود شود و ماهی بگیرند. از آن ناحیه‌ای است که می‌خواهند درختی که در این مملکت تازه به ثمر می‌رسد قطعش کنند و نگذارند میوه بدهد. بنده دشمن شخصی دارم». 

## واقعه مسجد گوهرشاد
در دوره رضاشاه، سید محمدعلی شوشتری نماینده مخصوص شاه در آستان قدس رضوی شد. واقعه گوهرشاد که در پی جریان کشف حجاب در مشهد رخ داد و موجب کشته شدن گروهی از مردم شد در زمان اقامت او در مشهد روی داد. محمدولی اسدی نایب‌التولیه آستان قدس رضوی مقصر شناخته و پس از محاکمه صحرایی تیرباران شد. سید محمدعلی شوشتری نه تنها شاهد عینی قضایا بود، بلکه به علت نزدیکی با شخصیت‌ها و سران محلی خراسان ظاهراً گزارش‌هایی برای رضا شاه می‌فرستاد. 
شوشتری پس از واقعه گوهرشاد به تهران رفت و پس از شهریور ۱۳۲۰ و خروج رضا شاه از ایران، ماجرای مسجد گوهرشاد را به رشته تحریر درآورد. این خاطرات را غلامحسین میرزاصالح در قالب کتابی به نام خاطرات سیاسی سید محمدعلی شوشتری خفیه‌نویس رضاشاه پهلوی در سال ۱۳۷۹ به چاپ رساند.

## مخالفت با مصدق
شوشتری بار دیگر در سال ۱۳۲۸ به نمایندگی گرگان در مجلس شورای ملی انتخاب شد (دوره شانزدهم). در همین دوره، هنگامی که جلسه رأی اعتماد به دولت دکتر مصدق برپا بود، شوشتری تنها نماینده‌ای بود که در مخالفت با مصدق سخن گفت و به دولت او رأی مخالف داد. او گفت با شخص مصدق مخالف است و نه با دولت او و علت مخالفت خود را، یکی دوران چهارماهه وزارت مالیه مصدق در زمان احمد شاه عنوان کرد که از نظر او کارنامه‌ای ناموفق داشت و دیگری انتقادناپذیری او:

«علت دیگر مخالفت اینجانب غریزه ایشان است که آنچه را که در فکرشان رسوخ یافت، ممکن نیست هیچ استدلالی و منطقی بتواند آن فکر را از مغز ایشان خارج ساخته و از اشتباه بیرونشان آورد و هر کس در مقام اعتراضی برآید به ایشان برمی‌خورد و آنچه بنده فهمیده‌ام و امید است که اشتباه کرده باشم، از نظر انتقام‌جویی اگر معترضی را بی‌اهمیت تشخیص دادند وقعی به گفته او نمی‌گذارند و او را دیگر به خود راه نمی‌دهند و اگر مخالف و معترض را دارای عنوان و شخصیت تشخیص کنند و متوجه شوند اعتراض یک چنین معترضی به فکر ایشان لطمه وارد می‌آورد به نوعی او را از میدان و معرکه خارج می‌سازند».

شوشتری بعدها گفت که مصدق را دروغ‌گو و نجس می‌داند. پس از ۲۸ مرداد ۱۳۳۲ که مصدق در زندان بود، در نطقی در مجلس شورای ملی گفت:
پس از کودتای ۲۸ مرداد ۱۳۳۲، شوشتری بار دیگر به نمایندگی گرگان انتخاب شد و به مجلس رفت (دوره هجدهم).